# Ніко Ховінен
Ніко Ховінен (фін. Niko Hovinen; 14 березня 1988, м. Гельсінкі, Фінляндія) — фінський хокеїст, воротар. Виступає за «Пеліканс» (Лахті) у Лійзі.
Вихованець хокейної школи ГрІФК. Виступав за «Йокеріт» (Гельсінкі), «Пеліканс» (Лахті), «Металург» (Новокузнецьк), «Адмірал» (Владивосток), «Ред Булл» (Зальцбург), «Лулео», «Мальме Редгокс», «Кярпят», «Ваасан Спорт».
У складі національної збірної Фінляндії учасник чемпіонату світу 2011 (0 матчів). 
Досягнення
- Чемпіон світу (2011)
- Срібний призер чемпіонату Фінляндії (2007).